# Codice a zero
Codice a zero (Code to Zero) è un romanzo di Ken Follett pubblicato nel 2000 e ambientato negli anni della gara tra USA e URSS per il predominio dello spazio.

## Informazioni
Il romanzo è ambientato nel 1958, più precisamente nei giorni del lancio dell'Explorer 1, il primo satellite americano, tra il 29 e il 31 gennaio. La storia ruota attorno alle vicende personali del dottor Claude ‘Luke’ Lucas, un importante scienziato spaziale, che lavora al progetto agli ordini di Wernher von Braun e che è in possesso di pericolose informazioni che potrebbero mettere a rischio la buona riuscita dell'operazione e determinare il fallimento degli Stati Uniti nella lotta per il predominio dello spazio.
Ispirandosi al misterioso doppio ritardo con cui venne lanciato l'Explorer (il 31 gennaio anziché il 29 come pianificato), Ken Follett inventa una spy story intricata ma scorrevolissima, che risulta particolarmente interessante anche come ricostruzione storica di un aspetto della guerra fredda oggi dimenticato.
Interessante anche dal punto di vista strutturale, il romanzo si segnala per i numerosi flashback che, intercalati alla narrazione in realtime, fanno luce sul misterioso (e intrecciato) passato dei protagonisti.
Di buon livello, e ben intercalate nella narrazione, anche le esplicazioni tecniche, che mettono in luce diversi aspetti interessanti e curiosi della tecnologia e degli strumenti che hanno permesso all'uomo i primi viaggi spaziali.

## Trama
29/31 gennaio 1958

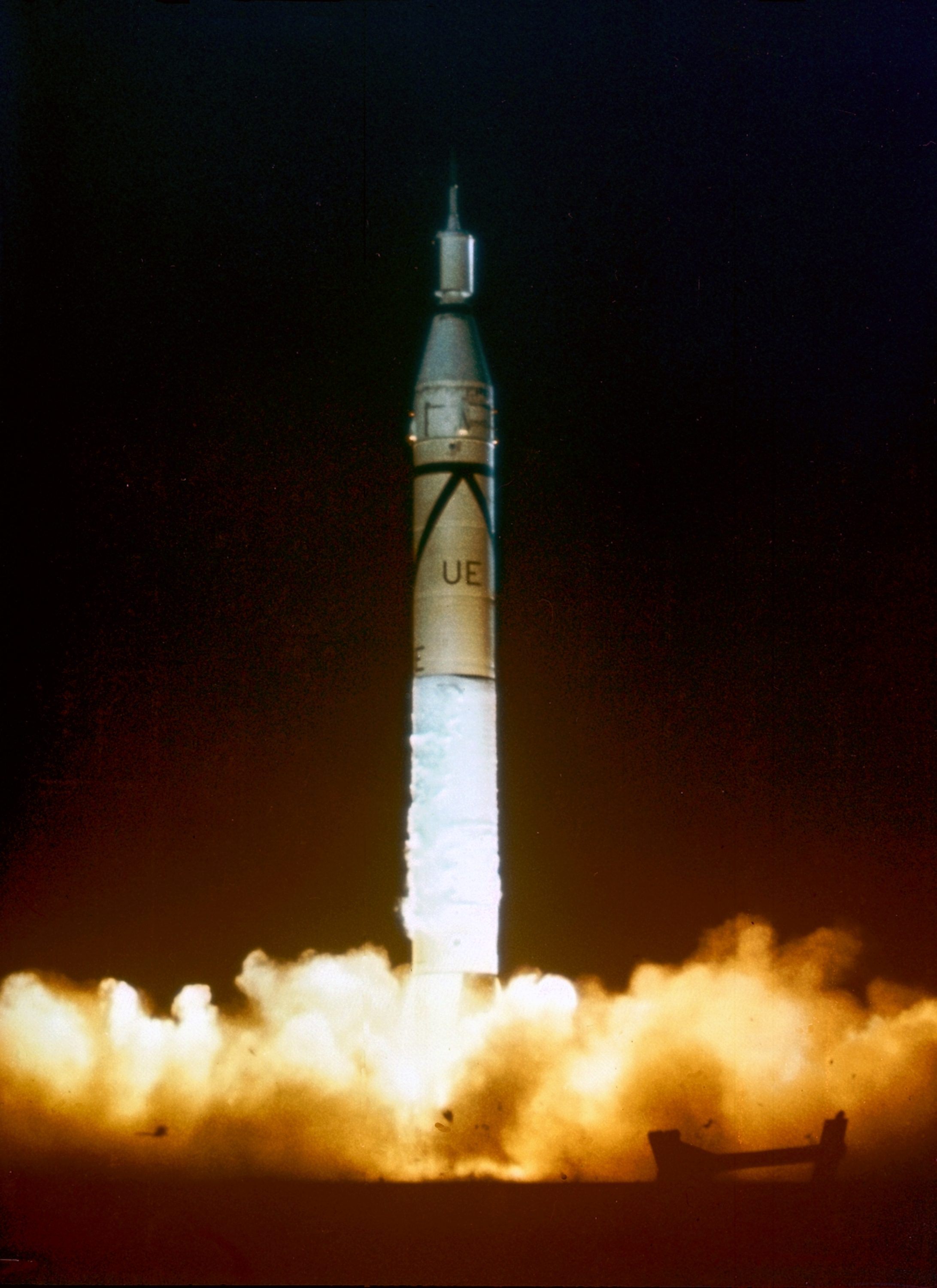
Il lancio dell'Explorer 1

Sono le 5 del mattino del 29 gennaio 1958; tutto il mondo attende il lancio dell'Explorer 1, il primo satellite americano, che potrebbe riequilibrare la partita per il controllo dello spazio tra Stati Uniti e Unione Sovietica dopo il doppio lancio dello Sputnik da parte dei russi solo pochi mesi prima. Un uomo si risveglia in un bagno pubblico di una stazione ferroviaria a Washington. È vestito di stracci e ha l'aspetto di un barbone, ma non ricorda assolutamente nulla di sé. Un tizio di nome Pete gli rivela che si chiama Luke e che la sera prima ha preso una sbronza colossale; affamati, si recano in una mensa per poveri, ma il pastore che la gestisce afferma di non aver mai visto prima Luke. Quest'ultimo inoltre si rende conto di non essere un alcolizzato e di possedere una certa cultura, visto che riesce a completare un cruciverba alla perfezione. Decide così di fare qualcosa per scoprire la propria identità e si separa da Pete. Poco dopo si accorge di essere seguito e si domanda perché: se qualcuno è interessato a lui deve conoscere qualcosa sul suo conto che lui stesso ignora o non ricorda. Durante il pedinamento, Luke riesce ad aggirare i due uomini che gli stanno alle calcagna, allontanandone uno e avvicinandone un altro; a quest'ultimo chiede direttamente informazioni sulla sua identità, ma non riceve alcuna risposta soddisfacente. Infine li semina entrambi. Più tardi si imbatte in un poliziotto accompagnato da una ragazza che ha l'aspetto di una prostituta; Luke chiede all'uomo un'informazione per trovare la centrale di polizia più vicina, ma questo, vedendo il suo aspetto da barbone, inizia a percuoterlo con un manganello. Così Luke prende a fare altrettanto e alla fine di una colluttazione il poliziotto sviene. La prostituta, il cui nome è Doris Dobb detta Dee-Dee, gli consiglia di procurarsi al più presto degli abiti decenti, perché se vuole scoprire la verità ed essere considerato da qualcuno non può mantenere l'aspetto di un barbone. Luke accetta il suo consiglio e torna alla stazione ferroviaria dove si è ritrovato solo poche ore prima, rubando la valigia di un passeggero. Inoltre ruba un'auto e si introduce in casa di una famiglia per lavarsi e cambiarsi. Acquisito un aspetto decente, Luke può finalmente affrontare i suoi problemi e cercare la sua identità. Nel frattempo però gli inseguitori, tra cui Anthony Carroll, il suo miglior amico di sempre e ora direttore dei servizi tecnici della CIA, sono sulle sue tracce. Luke si reca in una biblioteca per cercare informazioni e qui trova un libro che tratta della perdita della memoria: scopre che la sua è un'amnesia globale autobiografica, in quanto non ricorda nulla sulla sua vita ma conserva le sue abilità e le sue conoscenze, come il saper parlare una lingua o guidare l'automobile. L'autrice del libro è Billie Josephson, una psicologa cui Luke si sente particolarmente grato. Scavando nelle sue conoscenze e leggendo dei testi, Luke capisce che è competente in matematica e fisica, soprattutto in materia di missili: scopre così di essere uno scienziato spaziale. Per cercare qualche suo possibile collega si reca all'Università di Georgetown e qui trova finalmente qualcuno che lo riconosce. Dopo avergli fornito alcune informazioni sulla sua vita e sul suo lavoro, il collega mette subito Luke in contatto con un suo vecchio amico di Washington, Bern Rothsten, il quale si rende immediatamente disponibile ad aiutarlo e a sua volta gli dà il numero della dottoressa Billie Josephson, ex moglie di Bern ma anche strettamente legata al passato di Luke. Billie accoglie Luke a braccia aperte e lo aiuta a capire cosa possa essergli successo; allo stesso tempo gli rivela che anni prima erano fidanzati e molto innamorati. Insieme compiono delle indagini e scoprono che la notte prima, proprio nell'ospedale dove lavora Billie, lo Georgetown Mind Hospital, un uomo è stato ricoverato, narcotizzato e dimesso nel giro di pochissime ore. Poco dopo un collega di Billie ha ottenuto una promozione cui lei stessa ambiva; dietro tutto questo vi è una fondazione di cui Anthony Carroll è un membro di spicco. Finalmente Luke comprende che il suo miglior amico di un tempo ha voluto deliberatamente fargli dimenticare qualcosa, un segreto che molto probabilmente è legato all'imminente lancio del missile. Luke deve scoprire di cosa si tratta. Billie chiede spiegazioni ad Anthony su quanto accaduto e lui si giustifica dicendo che Luke è in realtà una spia sovietica; Billie però non gli crede. Luke teme che quanto affermato da Anthony possa essere vero, ma Bern Rothsten gli assicura il contrario: anni addietro infatti Luke, sapendo che Bern aveva simpatie comuniste, aveva messo fine alla sua carriera di scienziato; così Bern aveva iniziato a scrivere libri per l'infanzia, raggiungendo un buon successo. Luke si reca nell'albergo dove alloggia, il Carlton, per cercare qualche informazione che possa tornargli utile; è accompagnato da Billie, la quale mettendo piede nella stanza d'albergo viene assalita dai ricordi del passato: proprio lì in quella suite Billie e Luke fecero l'amore per la prima volta. La donna si rende conto che la passione che prova per lui non si è mai assopita e che anzi è più viva che mai; Luke dal canto suo si sente molto attratto da Billie, ma sa di essere sposato con un'altra donna, Elspeth, di cui non ricorda niente. Poco dopo Luke si rende conto che Anthony Carroll e i suoi uomini lo hanno seguito e capisce che vogliono ucciderlo; riesce però a sfuggire ai colpi di pistola e a far perdere le sue tracce. La vita di Billie intanto è profondamente cambiata dopo aver rivisto Luke, tanto che rifiuta la proposta di matrimonio del suo fidanzato Harold, che stava frequentando da tempo. La donna è consapevole di non aver mai amato nessuno come Luke, al quale svela i motivi per cui non si sposarono anni prima: Luke la lasciò dopo aver scoperto che lei era rimasta incinta di un figlio suo e aveva scelto di abortire. Con il senno di poi, Luke si rende conto di aver commesso un errore. Aiutato da Billie e Bern, Luke riesce a seminare ancora una volta Anthony e a prendere l'aereo per Huntsville, in Alabama, dove si era fermato poco prima di essere narcotizzato. Scopre attraverso la sua segretaria, Marigold Clarck, che prima di partire da Cape Canaveral, luogo dove deve avvenire il lancio del missile, aveva con sé una cartellina beige; Luke capisce che la chiave del mistero potrebbe essere proprio in quella cartellina. Nel frattempo il lancio dell'Explorer 1, che doveva avvenire la sera del 29 gennaio, viene rinviato all'indomani. Anthony è su tutte le furie per aver perso per l'ennesima volta Luke e decide così di rapire Larry, il figlio di Billie, così da farsi rivelare da lei dove è diretto Luke. Il piano funziona: Billie è costretta a confessare che Luke è partito per Huntsville, ma dopo aver messo in salvo la vita di suo figlio, prende subito un aereo per avvertire l'uomo che ama del pericolo. Anthony giunge a destinazione prima degli altri e viene a sapere che anche Billie è arrivata; così inventa qualcosa per raggirarla, facendole credere che Luke è atterrato prima dell'ora prevista e indirizzandola verso un luogo inesistente. Poco dopo Billie capisce che le indicazioni stradali che le sono state date sono sbagliate e, temendo che la vita di Luke possa essere in pericolo, telefona a Marigold Clarck e ad Elspeth, rivelando a quest'ultima l'esistenza di una cartellina che Luke sta cercando. Anthony attende Luke a casa di quest'ultimo, pronto ad ucciderlo, ma Elspeth gli telefona e gli dice di mettersi subito alla ricerca della cartellina. Luke arriva a casa e fruga tra le sue cose, senza però trovare nulla. In seguito, si reca nell'ufficio dove lavora e qui trova finalmente la cartellina, scoprendo qualcosa di sconcertante: nel missile è installato un meccanismo di autodistruzione; si tratta di un piano messo in atto dai russi, e da spie da loro assoldate, per decretare il fallimento dell'America nella gara per il dominio dello spazio. Proprio mentre Luke legge i documenti contenenti il segreto per il quale prima di essere narcotizzato era partito con tanta fretta per Washington, Anthony gli punta contro la pistola e gli confessa di essere una spia sovietica fin dai tempi di Harvard, dove entrambi studiavano. Poco dopo arriva Billie, che minaccia Anthony con una pistola. Anthony riesce a scappare ma ormai il suo segreto è svelato: Luke avverte subito il colonnello Hide, capo della sicurezza a Cape Canaveral, e il lancio del missile viene impedito per una manciata di secondi. Come giustificazione per il secondo rinvio viene adottata la scusa di cause meteorologiche, ma tutti sanno che non può trattarsi solo di questo. Nelle prime ore del 31 gennaio, Luke e Billie prendono un treno per Cape Canaveral. Durante il viaggio nella stretta cuccetta del treno, Billie confessa a Luke che vorrebbe fare l'amore con lui e che lo ha sempre amato, ma l'uomo, essendo un tipo poco istintivo e molto razionale, pur provando per lei un forte desiderio, è riluttante a tradire una moglie che nemmeno ricorda. Billie però non si arrende e alla fine Luke cede. Trascorrono un'intensa notte di passione. Elspeth intanto è furiosa per il rinvio del lancio del missile e apprende da Anthony che Luke è arrivato alla verità ma non sospetta ancora di lei. Elspeth, che lavora a Cape Canaveral, cerca informazioni sulle precauzioni che i suoi superiori intendono adottare dopo aver scoperto del sistema di autodistruzione. Alla fine scopre che il colonnello Hide ha sostituito gli scrambler missile che dovevano provocare lo scoppio dell'Explorer. Elspeth osserva attentamente i movimenti di Hide e vede che ha nascosto gli scrambler nella sua cassaforte, di cui la donna riesce anche a scoprire la combinazione; a questo punto, Elspeth deve solo aspettare il momento giusto per introdursi nell'ufficio di Hide e prendere gli scrambler, ma proprio quando sarebbe pronta ad agire, arriva Luke. L'incontro tra i due è carico di tensione: l'uomo temeva di confrontarsi con lei, non ricordando assolutamente niente del loro rapporto e sentendosi anche in colpa per averla tradita, mentre Elspeth, pur avendogli sempre nascosto fin dai tempi dell'università di lavorare per i russi, è comunque innamorata del marito. Luke ha intuito che Elspeth possa essere complice di Anthony e lei glielo conferma, chiedendogli però di non denunciarla, poiché finirebbe dritta sulla sedia elettrica, e di lasciarla partire per l'Unione Sovietica. In questo modo Elspeth, seppur addolorata, pone fine al suo matrimonio fatto di inganni. L'ora del lancio dell'Explorer 1 è vicina, e Cape Canaveral è invasa da civili e giornalisti, curiosi di assistere all'evento storico. Luke viene raggiunto da Billie e proprio quando sembra tutto finito, a una manciata di minuti dal lancio, i due si accorgono che devono fronteggiare un nuovo pericolo: Elspeth è riuscita a prendere gli scrambler e insieme ad Anthony è pronta a collegarli a un radiotrasmettitore per far esplodere il missile. Ma Luke e Billie riescono in extremis ad impedire i loro propositi e sia Elspeth che Anthony perdono la vita.
Flashback nel passato, 1941-1954

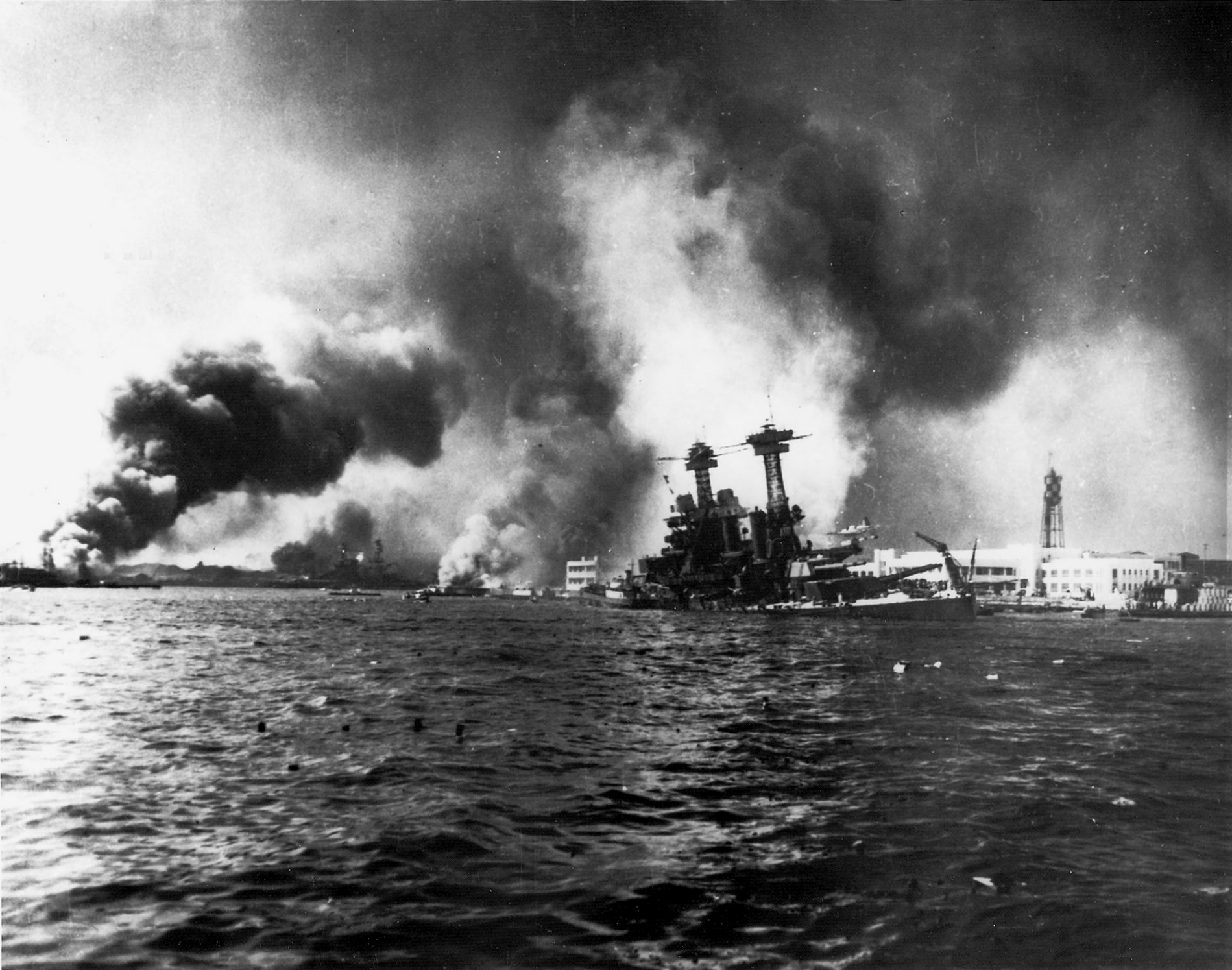
Pearl Harbor

Nel 1941 Claude Lucas, da tutti chiamato Luke, è uno studente di matematica e fisica all'Università di Harvard, a Cambridge, nel Massachusetts. È figlio di un ricco banchiere e sogna di diventare uno scienziato spaziale, credendo fermamente nell'importanza del progresso scientifico. Il suo miglior amico, con cui divide la stanza all'università, è Anthony Carroll, ma è in buoni rapporti anche con Bern Rothsten, un fervente comunista. Una sera incontra Elspeth Twomey, una ragazza incantevole che studia al Radcliffe College e che s'innamora di lui subito dopo il primo bacio; Luke ed Elspeth iniziano a frequentarsi e la loro relazione si fa sempre più intensa, tanto che la ragazza gli confida il suo passato da attivista politica in favore dei lavoratori e iniziano a parlare di avere molti bambini nel loro futuro. Luke è legato a lei ma non è ancora sicuro di cosa sia l'amore. Un giorno Anthony gli presenta la sua nuova fidanzata, Billie Josephson, una ragazza ebrea molto bella e intelligente che studia psicologia, anche lei al Radcliffe, grazie a una borsa di studio; Luke e Billie rimangono immediatamente e irrimediabilmente attratti l'uno dall'altra. Una serie di imprevisti portano i due a rimanere soli durante un viaggio in auto nella notte, e resistere alla passione è un'impresa per entrambi; Billie lo bacia e gli confessa di non essere innamorata di Anthony, mentre afferma di potersi innamorare di Luke nel giro di venti minuti. Luke però, al contrario di Billie, non è un tipo istintivo e decide di resistere alle sue emozioni; così, dopo averla accompagnata a casa, riparte verso Cambridge. Il giorno successivo, in seguito a un fatto avvenuto all'università durante la notte, Anthony, Billie ed Elspeth ricevono una lettera di richiamo per essersi allontanati oltre l'ora consentita, e tutti e tre rischiano l'espulsione. Per Billie il rischio è maggiore: venendo espulsa perderebbe anche la borsa di studio e non potrebbe permettersi di studiare in nessun'altra università; dovrebbe quindi rinunciare per sempre al suo sogno di diventare una psicologa. Luke vorrebbe aiutarla ma si chiede in che modo. L'entrata in guerra degli Stati Uniti in seguito all'attacco di Pearl Harbor da parte dei giapponesi gli fornisce la risposta: Luke si assume le responsabilità di quanto accaduto la notte precedente e afferma l'estraneità di Billie, Elspeth ed Anthony; inoltre annuncia di voler lasciare Harvard per arruolarsi e andare in guerra. Billie è triste per il fatto di non poter più rivedere Luke, mentre Elspeth è delusa e disperata perché ha compreso che il suo fidanzato si è sacrificato per Billie. Dopo due anni, nel 1943, Luke si reca a Washington per una licenza e rincontra Billie, che lo ama esattamente come prima. I due iniziano finalmente a frequentarsi liberamente e, tra litigi e continue riappacificazioni, il loro amore si fa sempre più forte, anche se Billie, per timore di essere scambiata per una "sgualdrina", non vuole andare fino in fondo con Luke. Quando però si rende conto che lui è vicino a ripartire per la guerra, decide che non c'è più tempo da perdere e si abbandona alla passione. Qualche settimana dopo la partenza di Luke, scopre di essere rimasta incinta. Nel 1945 la guerra è finalmente finita. Luke rivede tutti i suoi amici a casa di Anthony ed è pronto a riprendere la storia con Billie, la quale gli dà appuntamento nella sua stanza. Ma prima che Luke ci arrivi, viene a conoscenza di qualcosa che lo lascia sconcertato: Billie aspettava un figlio suo e si è fatta prestare i soldi da Anthony per abortire. La ragazza si giustifica dicendo che era in difficoltà e che non avrebbe potuto tenere il bambino, dato che lui era in guerra, ma gli ripete di amarlo e lo supplica di non andarsene. Luke però, sconvolto, non vuole sentire ragioni e le dice addio. Dopo aver perso Luke, Billie trascorre degli anni molto difficili cercando di dimenticarlo e alla fine decide di sposare Bern Rothsten, per il quale tuttavia non riuscirà mai a provare la passione travolgente che la legava all'ex. Diventa psicologa e madre di un bambino, Larry. Luke invece, ormai divenuto un affermato scienziato spaziale, rincontra Elspeth, che non ha mai smesso di amarlo, nel 1954. I due si sposano ma la donna gli nasconde da sempre un grande segreto.
Epilogo, 1969
Undici anni dopo Luke e Billie hanno una grande famiglia formata da tre figli, oltre al primo figlio di lei, e un cane, proprio come Luke aveva sempre sognato. Lei è un'affermata psicologa, mentre Luke fa parte della NASA e lavora al progetto Apollo 11, che spedisce Neil Armstrong sulla luna. L'Explorer 1 resta in orbita per ben 12 anni e rientra in atmosfera il 31 marzo 1970.

## Personaggi principali
- Claude 'Luke' Lucas: brillante scienziato spaziale che lavora agli ordini di Wernher von Braun ed è determinato ad impedire un sabotaggio ai danni dell'Explorer 1, ma proprio per questo viene narcotizzato e perde la memoria. Con l'aiuto del suo grande amore, Billie, cerca di ricostruire la propria identità e di scoprire il segreto legato al lancio del missile.
- Bilha 'Billie' Josephson: psicologa di origini ebree proveniente da una famiglia umile; è riuscita a laurearsi grazie a una borsa di studio, e dopo la guerra ha condotto degli studi sulla perdita della memoria. Da sempre innamorata di Luke, lo aiuta a ricostruire la sua vita.
- Elspeth Twomey: è la moglie di Luke e lo ama profondamente, ma gli nasconde da sempre che è una spia sovietica. Lavora come segretaria a Cape Canaveral. Ha una forte avversione nei confronti di Billie, la sua rivale in amore fin dai tempi dell'università.
- Anthony Carroll: è il direttore dei servizi tecnici della CIA, ma in realtà è una spia sovietica. Fu assoldato da Elspeth durante gli anni alla Harvard University. È da sempre il miglior amico di Luke, ma non si fa scrupoli a cercare di ucciderlo in nome dei suoi ideali.
- Bern Rothsten: amico di Luke durante gli anni universitari, nei quali è un fervente comunista. In seguito diventa scrittore di libri per l'infanzia e sposa Billie, dalla quale divorzia qualche anno dopo.
- Larry Rothsten: figlio di Billie e Bern, ha circa sette anni.
- Pete Maxell: agente della CIA, è agli ordini di Anthony Carroll. Ignaro dei veri propositi del suo capo, cerca di indurre Luke a credere di essere un barbone e di aver perso la memoria a causa di una sbronza.
- Carl Hobart: superiore di Anthony Carroll nella CIA.
- George Cooperman: superiore di Carl Hobart e amico di Anthony Carroll, che cerca generalmente di favorire.
- Charles Silverton: direttore del Georgetown Mind Hospital di Washington, capo di Billie.
- Harold Brodsky: fidanzato di Billie; la loro frequentazione prosegue a gonfie vele, fino a quando lei non rivede Luke, il suo grande amore.
- Roy Brodsky: figlio di Harold e amico di Larry.
- Becky-Ma Josephson: madre di Billie, vive con lei e il piccolo Larry.
- Marigold Clarck: donna di colore di mezza età, segretaria di Luke.
- Doris Dobb, detta Dee-Dee: prostituta che Luke incontra quando si crede un barbone.
- Colonnello Bill Hide: capo della sicurezza a Cape Canaveral, sede di lancio dell'Explorer 1.
- Theo Packam: agente sovietico, è complice di Elspeth ed Anthony.

Personaggi storici
- Wernher von Braun, scienziato spaziale.
- Allen Dulles, direttore della CIA.
- John Edgar Hoover, capo dell'FBI.

## Edizioni
- Ken Follett, Codice a Zero, traduzione di Annamaria Raffo, Arnoldo Mondadori Editore, 2000,  p. 427, ISBN 978-88-04-50129-9.